# Micro (Carolina del Nord)
Micro è un comune degli Stati Uniti d'America, situato in Carolina del Nord, nella contea di Johnston.